# Eva Twedberg-Stuart
Eva Twedberg Stuart, född den 16 februari 1943, är en svensk före detta badmintonspelare som vunnit ett flertal mästerskap. Hon var aktiv under 1960-talet och början av 1970-talet. 
Eva Twedberg började sin karriär i Ystad men flyttade till Malmö 1966 och tävlade då för MAI. Bland de tävlingar hon vann kan nämnas All-England 1968 och 1971; Danish Open 1968, 1970, och 1972; U.S. Open 1972 och 1973; EM i badminton 1970. Hon vann åren 1960–76 sammanlagt 36 titlar i SM (varav 14 i singel) och sju titlar (varav sex i singel) i Swedish Open. I slutet av karriären gifte hon sig med den engelske badmintonspelaren Elliot Stuart.